# Olios fonticola
Olios fonticola is een spinnensoort uit de familie van de jachtkrabspinnen (Sparassidae).
De wetenschappelijke naam van de soort werd in 1902 als Sparassus fonticola gepubliceerd door Reginald Innes Pocock.